# Tidsbegränsad anställning
En tidsbegränsad anställning är i Sverige en anställning för ett specifikt projekt eller uppdrag i ett företag eller en avdelning som är i behov av extra resurser i form av personal för en begränsad tid. Denna möjlighet har funnits länge i arbetsmarknadslagstiftningen i Sverige, men har sedan mitten av 1990-talet har arbetsgivarna använt den allt oftare.
En tidsbegränsad anställning måste vara särskilt avtalad mellan arbetsgivaren och den anställde. En tidsbegränsad anställning måste också vara specificerad enligt antingen lagen om anställningsskydd (LAS) eller kollektivavtal.
Tidsbegränsade anställningar enligt LAS:
- Visstidsanställning
- Vikariat
- Säsongsanställning
- Anställning av pensionär som fyllt 67 år
- Provanställning, en prövoperiod innan en tillsvidareanställning ingås

Visstidsanställningar som överenskommits i kollektivavtal:
- Så länge uppdraget varar, inom personlig assistans